# Anne Genetet
Anne Genetet (ur. 20 kwietnia 1963 w Neuilly-sur-Seine) – francuska polityczka i konsultantka, deputowana, w 2024 minister edukacji narodowej.

## Życiorys
Absolwentka medycyny (1994). Kształciła się na Université Paris-Descartes i na Université Pierre-et-Marie-Curie. W 2000 ukończyła studia podyplomowe z dziennikarstwa medycznego i komunikacji. Pracowała w czasopiśmie medycznym oraz w firmie konsultingowej. W 2005 wyemigrowała do Singapuru, była zatrudniona w przedsiębiorstwie International SOS, a w 2009 założyła własną agencję doradczą. Przystąpiła do ugrupowania La République en marche. W 2017 po raz pierwszy uzyskała mandat deputowanej do Zgromadzenia Narodowego w jednym z okręgów dla diaspory. Z powodzeniem ubiegała się o poselską reelekcję w wyborach w 2022 i 2024. W 2020 została także radną miejscowości Escamps.
We wrześniu 2024 dołączyła do rządu Michela Barniera, obejmując w nim stanowisko ministra edukacji narodowej. Zakończyła urzędowanie wraz z całym gabinetem w grudniu tego samego roku.

## Odznaczenia
- Order Palm Akademickich I klasy (z urzędu, 2024)[5]